# 妙高市立妙高高原小学校
妙高市立妙高高原小学校（みょうこうしりつ みょうこうこうげんしょうがっこう）は、新潟県妙高市田切にある公立小学校。

## 沿革
2023年4月、妙高市立妙高高原北小学校と妙高市立妙高高原南小学校が統合して、開校した。校舎は妙高高原北小のものを使用している。

### 年表
- 2023年4月1日 - 妙高高原北小学校と妙高高原南小学校との統合により開校[2][1]。

## 学区
- 妙高市
  - 大字二俣、大字田切、大字田口、大字蔵々、大字兼俣、大字毛祝坂、大字赤倉、大字関川、大字関山（行政区　赤倉温泉区）、大字杉野沢[3]

## 進学先の中学校
- 妙高市立妙高高原中学校（妙高市関川）[3]

## 関係者

### 出身者
- HIKAKIN（YouTuber、ヒューマンビートボクサー）- 妙高高原南小学校出身[4]
- SEIKIN（YouTuber、シンガーソングライター）- 同上[4]
- Masuo（YouTuber）- 同上[4]